# Souhvězdí Hada
Had (latinsky Serpens, gen. Serpentis) je souhvězdí na nebeském rovníku, které je mezi ostatními souhvězdími jedinečné tím, že je rozděleno na dvě části, Serpens Caput (hlava Hada) na západě a Serpens Cauda (ocas Hada) na východě. Mezi těmito dvěma částmi je souhvězdí Hadonoše, jehož součástí původně Had byl. Oddělení souhvězdí od Hadonoše a jeho rozdělení na dvě části provedl na konci 20. let 20. století Eugène Delporte, když určoval hranice všech souhvězdí.
Do ocasu Hada zasahuje Mléčná dráha.

## Mytologie
Mytologie říká, že souhvězdí představuje obřího hada, kterého nese lékař Asklépios, syn Apollóna. Podle řecké legendy jednou Asklépios zabil hada a vzápětí zpozoroval, že  had znovu ožil, když na něj jiný had položil bylinu. Asklépios pak stejným způsobem křísil mrtvé lidi. Hadi jsou symbolem znovuzrození, protože každý rok svlékají kůži.

## Významné hvězdy
| Hvězda | Jméno     | Hvězdná velikost |
| ------ | --------- | ---------------- |
| α Ser  | Unukalhai | 2,63m            |
| η Ser  | Tang      | 3,23m            |
| β Ser  | Chow      | 3,65m            |

Nejjasnější hvězda tohoto souhvězdí má název Unukalhai, což arabsky znamená „krk hada“ a jasně to vystihuje, kde se tato hvězda v souhvězdí nachází. Její hvězdná velikost je 2,6 a od Země je vzdálená 74 světelných let.
Hvězda Gliese 710 má hvězdnou velikost pouze 9,7 a od Země je vzdálená 63,8 světelných let, ale za asi 1,45 milionu let se ke Slunci přiblíží na vzdálenost 1 světelného roku a mohla by tak zasáhnout Oortův oblak.

## Objekty vzdáleného vesmíru

### Mlhoviny
V souhvězdí Hada leží jeden z nejznámějších objektů Messierova katalogu. Je to Orlí mlhovina (Messier 16), která kromě emisní mlhoviny obsahuje i otevřenou hvězdokupu. Uvnitř mlhoviny stále probíhá tvorba hvězd, jak dokazují objevené mladé hvězdné objekty.
Mlhovina je od Země vzdálená asi 5 870 světelných let
a dá se pozorovat i malým triedrem.

### Hvězdokupy
Druhým objektem Messierova katalogu v souhvězdí Hada je kulová hvězdokupa s označením Messier 5. Je to nejjasnější kulová hvězdokupa severní oblohy, protože je o něco jasnější než mnohem oblíbenější kulová hvězdokupa Messier 13.
Messier 5 je od Země vzdálená asi 23 800 světelných let.
Triedr či malý dalekohled ji ukáže jako mlhavý obláček bez hvězd, několik hvězd v ní rozliší až středně velké hvězdářské dalekohledy.
Jasná otevřená hvězdokupa IC 4756 je od Země vzdálená jen asi 1 580 světelných let, a proto může mít hvězdnou velikost 4,6
a velkou úhlovou velikost. Na hvězdy ji rozloží i malé dalekohledy a ve větších dalekohledech se ukáže ještě více hvězd, ale už se celá nevejde do zorného pole.
V podobné vzdálenosti od Země jako Orlí mlhovina se nachází i mladá otevřená hvězdokupa NGC 6604, která má hvězdnou velikost 6,5 a dá se vyhledat i menšími dalekohledy. Stáří této velmi mladé hvězdokupy je asi 6,5 milionu let.
Další kulovou hvězdokupou v Hadovi je NGC 6539, která je od Země vzdálená 25 800 světelných let. Je tedy vzdálená podobně jako Messier 5, ale je mnohem slabší – má hvězdnou velikost 9,33 a i větší hvězdářské dalekohledy ji ukážou pouze jako mlhavou skvrnku.

### Galaxie
NGC 5921 je spirální galaxie s příčkou, směrem k Zemi je natočena čelem a snadno tak můžeme na fotografiích pozorovat její dvě mohutná spirální ramena. Od Země je vzdálená 78 milionů světelných let a středně velký dalekohled ji ukáže jako mírně eliptickou mlhavou skvrnu.
Velmi zhuštěnou skupinkou galaxií je Seyfertův sextet, který je od Země vzdálen asi 190 milionů světelných let. Ve skutečnosti ovšem nemá šest členů, jak se může na první pohled zdát, protože jedna z jeho galaxií leží v mnohem větší vzdálenosti a jeden jasný útvar není samostatnou galaxií, ale pouze slapovým ohonem z hvězd.
Na rozmezí souhvězdí Panny a Hada leží Abell 2029, což je velká kupa galaxií vzdálená od Země jednu miliardu světelných let. V jejím středu sídlí obří čočková galaxie s názvem IC 1101, která se řadí mezi největší známé galaxie.